# Cimetière du Tholonet
Le cimetière du Tholonet est le cimetière communal du Tholonet dans les Bouches-du-Rhône. Il donne chemin de Doudon.

## Histoire et description
Ce petit cimetière en pente à l'extrémité du bourg est connu pour sa vue sur la campagne environnante. Il se trouve à proximité de la célèbre montagne Sainte-Victoire peinte par de nombreux artistes, ce qui explique la présence ici de tombes de quelques peintres et personnalités, comme l'historien Georges Duby. Son cadre végétal et ses sépultures ombragées d'arbres méditerranéens sont appréciés des visiteurs. L'extension moderne du bas du cimetière est recouverte de tombes uniformes sans caractère contrairement à la partie haute avec des tombes de pierre calcaire.

## Personnalités inhumées
- Gérard Drouillet (1946-2011), artiste (sculpture en bronze sur la tombe)
- Georges Duby (1919-1996), historien
- Léo Marchutz (1903-1976), peintre et pédagogue
- André Masson (1896-1987), peintre
- Joseph Rigaud (1887-1980), ingénieur, concepteur du barrage Bimont (1951)